# 樂高聖經故事
樂高聖經故事（英語：The Brick Bible）是由一位名為Brendan Powell Smith的人以樂高積木及靜態照片戲仿了聖經的故事，並把它們都上傳到網頁中。該項目從2001年10月由創世紀開始，直到現在還在構造中。除了網頁之外，作者還出版了書籍。
被戲仿的內容通常都是以直接地表達，作者也小心地處理了聖經中暴力、色情等的不雅情節。這些插圖往往在引言中加插了一段諷刺性的文字。網頁中一些不雅情節會被標籤為裸體(N)、色情(S)、暴力(V)及詛咒(C)。不過所謂的裸體及暴力內容分別都是用身體部份只是黃色的積木人代表裸體及一些透明紅色的積木塊代表血而已。
據稱作者是一位無神論者，不過作者指出創作網頁的原意是探索聖經經文而不是嘲笑它們。